# 아담스 패밀리 (2019년 영화)
《아담스 패밀리》(영어: The Addams Family)는 2019년 개봉한 미국의 3D 코미디 공포 컴퓨터 애니메이션 영화이다. 만화가 찰스 아담스가 창작한 동명 만화 캐릭터들을 바탕으로 한다.

## 출연
주연
- 샤를리즈 테론 : 모티시아 역 (목소리)
- 클로이 그레이스 머레츠 :웬즈데이 역 (목소리)
- 오스카 아이작 : 고메즈 역 (목소리)
- 핀 울프하드 : 퍽슬리 역 (목소리)

조연
- 스눕 독 : 잇 역 (목소리)
- 닉 크롤 : 페스터 삼촌 역 (목소리)
- 벳 미들러 : 할머니 역 (목소리)
- 앨리슨 재니 : 마고 니들러 역 (목소리)
- 엘시 피셔 : 파커 역 (목소리)
- 마틴 숏 : 프럼프 할아버지 역 (목소리)
- 캐서린 오하라 : 프럼프 할머니 역 (목소리)
- 폼 클레멘티에프 : 라일라 / 카일라 역 (목소리)
- 에이미 가르시아 : 제이미 역 (목소리)
- 타이터스 버지스 : 글렌 역 (목소리)
- 제니퍼 루이스 : 슬룸 역 (목소리)
- 콘래드 버논 : 러치 / 플람베 박사 역 (목소리)